# Alberto da Montecorvino
Alberto da Montecorvino (Planisio, 1031 o 1032 – Montecorvino, 5 aprile 1127) è stato un vescovo cattolico italiano, venerato come santo dalla Chiesa cattolica.

## Biografia
Figlio di Giovanni e discendente di una nobile famiglia normanna, nacque nel 1031 (o 1032) a Planisio (un borgo nei pressi di Montecorvino), un antico borgo oggi scomparso. All'età di 5 anni andò a vivere a Montecorvino, città fondata dai bizantini intorno al 1015, nella Capitanata, insieme a Civitate, Fiorentino e Troia dove fu avviato allo studio delle discipline letterarie e tra il 1059 e il 1075 fu eletto vescovo di quella diocesi.
La sua vita fu improntata sin da ragazzo alla preghiera e al digiuno tanto che alla morte del vescovo Beato il clero, il popolo ed il conte Gualtieri di Civitate che allora amministrava la provincia elessero all'unanimità Alberto come nuovo vescovo; egli inizialmente non accettò tale responsabilità, ma fu quasi costretto e volle essere consacrato solo dopo l'ampliamento ed il restauro della Cattedrale. La fama della sua santità si diffuse di giorno in giorno, tantoché molti nobili locali e tra questi anche Roberto il Guiscardo si recarono da lui per la confessione.
Alberto continuò a vivere in continua preghiera, digiunando restando in una continua meditazione ascetica. A causa delle continue privazioni ebbe un forte decadimento fisico e divenne cieco, perciò gli fu affiancato il sacerdote Crescenzo in veste di coadiutore, il quale tentò con ogni mezzo di abbreviare la vita di Alberto per succedergli sulla cattedra vescovile. L'ultima notizia documentata della sua attività pastorale risale all'anno 1082 ed attesta la presenza di Alberto e di altri vescovi e conti delle città vicine a Civitate per ratificare la rinuncia dell'abate di Montecassino, il cardinale Desiderio, ad ogni potestà sull'abbazia di Santa Maria di Tremiti. Da questo momento non si hanno più notizie certe della sua vita né dell'anno preciso della sua morte, che per tradizione è fissata al 1127. Alberto morì nel giorno 5 aprile e fu sepolto nella sua cattedrale.

## Culto
La città e la diocesi di Montecorvino onorarono il loro santo Vescovo con culto pubblico sin dalla sua morte. 
La tradizione ci tramanda diversi miracoli di Sant'Alberto ancora vivente: si dice che giungessero a Montecorvino fedeli da tutto il regno normanno per chiedere grazie al santo vescovo.
In seguito alla definitiva distruzione di Montecorvino il culto di sant'Alberto fu continuato dai cittadini di Pietramontecorvino, Motta Montecorvino e Volturino che avevano raccolto l'eredità e la memoria storica dell'antica Montecorvino.
La festa di sant'Alberto si celebrava a Pietra Montecorvino il 5 aprile, ma veniva spesso impedita dai riti della Settimana Santa o delle feste pasquali, per cui, per ordine del cardinale Orsini, nel 1713 si stabilì che si celebrasse ogni anno il lunedì dopo la domenica in albis.
Il Martirologio Romano alla data del 5 aprile ricorda: "A Montecorvino in Puglia, sant'Alberto, vescovo, che dedicò la sua vita alla preghiera continua a Dio e al bene di tutti i poveri".
Nel 1889, in seguito ad una grave siccità, il popolo invocò l'aiuto del santo Patrono con processioni all'interno del paese. La tradizione vuole che sant'Alberto, apparso in sogno ad alcuni cittadini di Pietra, consigliasse di effettuare un pellegrinaggio penitenziale ai ruderi di Montecorvino. Così il 16 maggio 1889 il popolo di Pietra, insieme ai fedeli provenienti da Motta e Volturino, si incamminò verso Montecorvino con la Statua di Sant'Alberto portata a spalla. La pioggia tanto desiderata arrivò subito dopo il ritorno in paese, come affermarono gli stessi agricoltori, quell'anno si raccolse "più grano che paglia". Da allora, ogni anno, il 16 maggio la statua di sant'Alberto viene portata in processione a Montecorvino fino ai ruderi dell'antica Cattedrale.